# Il talismano (manga)
Il talismano (おまもりひまり?, Omamori Himari), spesso abbreviato in OmaHima (おまひま?) è un manga scritto e disegnato da Milan Matra. La storia segue le vicende del giovane Yuto Amakawa, che il giorno del suo sedicesimo compleanno incontra Himari, una ragazza samurai che ha giurato di proteggerlo dai demoni che vogliono ucciderlo. Nella cultura giapponese, un omamori è un amuleto indossato sia come portafortuna, che per allontanare gli spiriti maligni.
La serializzazione de Il talismano è iniziata sulla rivista Monthly Dragon Age nel maggio 2006, per finire nel settembre 2013, il manga è stato poi raccolto in dodici tankōbon dalla Kadokawa Shoten, tra il 7 febbraio 2007 e il 9 novembre 2013. Uno spin-off yonkoma è stato pubblicato su Monthly Dragon Age fra il 2009 ed il 2010. Una serie televisiva di dodici episodi, adattata sulla storia del manga è stata prodotta dallo studio Zexcs e trasmessa in Giappone fra il gennaio ed il marzo 2010. È stato inoltre realizzato nel 2008 un adattamento del manga in light novel scritta da Kougetsu Mikazuki ed illustrata da Matra e nel 2009 uno show radiofonico intitolato OmaHima☆HR (おまひま☆HR? "OmaHima Starring Himari and Rinko") trasmesso da Animate per tredici episodi.

## Trama
Sette anni prima dell'inizio della storia, i genitori di Yuto Amakawa sono morti in un incidente d'auto, lasciando il ragazzino senza neppure un parente a prendersi cura di lui. L'unico oggetto lasciato dalla sua famiglia è uno strano e misterioso amuleto datogli dalla sua defunta nonna. Da allora, la sua amica d'infanzia Rinko Kuzaki (ed i suoi genitori) si sono presi cura di Yuto. La sua vita prende una svolta drastica al suo sedicesimo compleanno, quando incontra uno spirito protettivo nella forma di una ragazza-gatto samurai di nome Himari. Himari gli rivela che i suoi antenati erano una delle dodici famiglie di cacciatori di demoni che avevano liberato il Giappone dei tempi feudali dai demoni. Himari ha giurato di proteggere Yuto dai demoni sopravvissuti che sono tornati per ucciderlo. Tuttavia le cose saranno rese complicate dal fatto che Yuto è allergico ai gatti. Il che sarà un ostacolo solamente quando Himari sarà in modalità ragazza-gatto.

## Media

### Manga
Il manga è stato scritto da Milan Matra e si compone di 12 tankōbon, serializzati dalla Fujimi Fantasia Bunko sulla rivista Monthly Dragon Age, dal 9 giugno 2006 al 9 settembre 2013.
In Italia, la Panini Comics lo ha pubblicato sotto l'etichetta Planet Manga dal 7 giugno 2014 al 18 maggio 2017.

#### Volumi
| Nº | Data di prima pubblicazione                                            | Data di prima pubblicazione | Data di prima pubblicazione | Data di prima pubblicazione |
| Nº | Giapponese                                                             | Giapponese                  | Italiano                    | Italiano                    |
| -- | ---------------------------------------------------------------------- | --------------------------- | --------------------------- | --------------------------- |
| 1  | 1º febbraio 2007                                                       | ISBN 978-4-047-12478-3      | 7 giugno 2014               | —                           |
| 2  | 9 settembre 2007                                                       | ISBN 978-4-047-12508-7      | 31 luglio 2014              | —                           |
| 3  | 9 aprile 2008                                                          | ISBN 978-4-047-12541-4      | 25 ottobre 2014             | —                           |
| 4  | 10 novembre 2008                                                       | ISBN 978-4-047-12575-9      | 20 dicembre 2014            | —                           |
| 5  | 9 aprile 2009                                                          | ISBN 978-4-047-12598-8      | 21 febbraio 2015            | —                           |
| 0  | 24 ottobre 2009                                                        | ISBN 978-4-04-712627-5      | —                           | —                           |
| 6  | 19 dicembre 2009 (edizione con DVD) 7 gennaio 2010 (edizione regolare) | ISBN 978-4-047-12619-0      | 23 maggio 2015              | —                           |
| 7  | 9 agosto 2010                                                          | ISBN 978-4-04-712680-0      | 20 settembre 2015           | ISBN 978-88-9125-957-8      |
| 8  | 8 aprile 2011                                                          | ISBN 978-4-04-712712-8      | 23 gennaio 2016             | ISBN 978-88-9126-090-1      |
| 9  | 7 gennaio 2012                                                         | ISBN 978-4-04-712773-9      | 28 aprile 2016              | ISBN 978-88-9126-156-4      |
| 10 | 8 agosto 2012                                                          | ISBN 978-4-04-712822-4      | 28 luglio 2016              | ISBN 978-88-9126-252-3      |
| 11 | 9 marzo 2013                                                           | ISBN 978-4-04-712863-7      | 20 ottobre 2016             | ISBN 978-88-9126-330-8      |
| 12 | 9 novembre 2013                                                        | ISBN 978-4-04-712935-1      | 18 maggio 2017              | ISBN 978-88-9126-548-7      |

### Anime

Logo della serie anime

Un adattamento anime prodotto dallo studio d'animazione Zexcs e diretto da Shinji Ushiro, è stato trasmesso in Giappone dal 6 gennaio al 24 marzo 2010 su Television Saitama per un totale di dodici episodi.

#### Episodi
| Nº | Titolo italiano (traduzione letterale) Giapponese 「Kanji」 - Rōmaji                                                       | In onda          | In onda |
| Nº | Titolo italiano (traduzione letterale) Giapponese 「Kanji」 - Rōmaji                                                       | Giapponese       |         |
| 1  | Gatto, ragazza, allergia 「猫と少女とアレルギー」 - Neko to Shōjo to Arerugī                                               | 6 gennaio 2010   |         |
| 2  | Gatta-strofica battaglia in spiaggia 「海ねこスクランブル」 - Umineko Sukuranburu                                          | 13 gennaio 2010  |         |
| 3  | Cameriera in gatto 「メイドinネコ」 - Meido in Neko                                                                        | 20 gennaio 2010  |         |
| 4  | Il gatto bianco di Noihara 「野井原の白いネコ」 - Noihara no Shiroi Neko                                                   | 27 gennaio 2010  |         |
| 5  | Un gatto tormentato e la compostezza 「悩める猫と平常心」 - Nayameru Neko to Heijōshin                                     | 3 febbraio 2010  |         |
| 6  | Bacio X Gatto X Bacio 「キス×ネコ×KISS」 - Kisu x Neko x KISS                                                              | 10 febbraio 2010 |         |
| 7  | Le emozioni del gatto e la malinconia della strega 「猫の想いと魔法少女のユウウツ」 - Neko no Omoi to Mahō Shōjo no Yūutsu | 17 febbraio 2010 |         |
| 8  | La curiosità uccise il gatto 「Curiosity killed the cat」 - Curiosity Killed the Cat                                       | 24 febbraio 2010 |         |
| 9  | Il miagolio nelle tenebre si avvicina 「猫鳴く忍び寄る闇」 - Neko naku Shinobiyoru Yami                                    | 3 marzo 2010     |         |
| 10 | I sentimenti del demone gatto 「妖しき猫の思い」 - Ayashiki Neko no Omoi                                                   | 10 marzo 2010    |         |
| 11 | Himari, la spada protettiva 「猫、護り刀として…」 - Himari, Mamorigatana toshite...                                        | 17 marzo 2010    |         |
| 12 | Gatti, Yuto, e un cuore puro di fanciulla 「猫と優人と乙女の純情」 - Neko to Yūto to Otome no Junjō                        | 24 marzo 2010    |         |

#### Colonna sonora
Sigla di apertura
- Oshichau zo!! (押しちゃうぞっ!!) cantata da AyaRuka

Sigle di chiusura
- BEAM my BEAM cantata da Himarinko L. Shizukuesu
- BEAM my BEAM cantata da Ami Koshimizu (ep. 7)
- BEAM my BEAM cantata da Iori Nomizu (ep. 8)
- BEAM my BEAM cantata da Kei Shindou (ep. 9)
- BEAM my BEAM cantata da Asuka Okame (ep. 10)
- BEAM my BEAM cantata da Yuki Matsuoka (ep. 11)
- Sakamichi no Hate (坂道の果て) cantata da Daisuke Hirakawa (ep. 12)